# 11ª edizione dei Directors Guild of America Award
L'11ª edizione dei Directors Guild of America Award si è tenuta nel corso del 1959 e ha premiato il migliore regista cinematografico e televisivo del 1958.

## Cinema
- Vincente Minnelli – Gigi
- George Abbott e Stanley Donen – Damn Yankees!
- Richard Brooks – Karamazov (The Brothers Karamazov)
- Delmer Daves – Cowboy
- Edward Dmytryk – I giovani leoni (The Young Lions)
- Richard Fleischer – I vichinghi (The Vikings)
- Alfred Hitchcock – La donna che visse due volte (Vertigo)
- Stanley Kramer – La parete di fango (The Defiant Ones)
- Martin Ritt – La lunga estate calda (The Long, Hot Summer)
- Mark Robson – La locanda della sesta felicità (The Inn of the Sixth Happiness)
- George Seaton – 10 in amore (Teacher's Pet)
- William Wyler – Il grande paese (The Big Country)
- Robert Wise – Non voglio morire (I Want to Live!)

## Televisione
- Richard L. Bare – Indirizzo permanente (77 Sunset Strip) per l'episodio All Our Yesterdays

## Premi speciali

### Premio D.W. Griffith
- Frank Capra

### Premio per il membro onorario
- George Sidney